# Городское поселение Лесной
Городское поселение Лесной — упразднённое муниципальное образование (городское поселение) в Пушкинском муниципальном районе Московской области России.
Административный центр — рабочий посёлок Лесной.
Глава городского поселения — Тропин Александр Вениаминович. Адрес администрации: 141231, Московская область, Пушкинский район, пос. Лесной, ул. Гагарина, д. 1.

## История
Образовано в ходе муниципальной реформы, в соответствии с Законом Московской области от 08.02.2005 года № 37/2005-ОЗ «О статусе и границах Пушкинского муниципального района и вновь образованных в его составе муниципальных образований».
6 мая 2019 года все городские и сельские поселения Пушкинского муниципального района упразднены и объединены в новое единое муниципальное образование — Пушкинский городской округ.

## Население
| 2006  | 2007  | 2008  | 2009  | 2010  | 2011  |
| ----- | ----- | ----- | ----- | ----- | ----- |
| 8790  | ↘8777 | ↗8890 | ↗9021 | ↘8618 | ↘8533 |
| 2012  | 2013  | 2014  | 2015  | 2016  | 2017  |
| →8533 | ↘8488 | ↘8446 | ↗8573 | ↘8479 | ↘8455 |
| 2018  | 2019  |       |       |       |       |
| ↘8367 | ↘8350 |       |       |       |       |

## География
Расположено в центральной части Пушкинского района. Граничит с сельским поселением Царёвское, городскими поселениями Пушкино, Правдинский, Зеленоградский и Софрино. Площадь территории городского поселения — 1779 га.

## Состав городского поселения
В состав городского поселения входят два населённых пункта: рабочий посёлок Лесной и деревня Кощейково упразднённой административно-территориальной единицы — Братовщинского сельского округа.
| № | Населённый пункт | Тип населённого пункта                  | Население |
| - | ---------------- | --------------------------------------- | --------- |
| 1 | Кощейково        | деревня                                 | ↗60       |
| 2 | Лесной           | рабочий посёлок, административный центр | ↘10 007   |